# Tannin (mythologie)

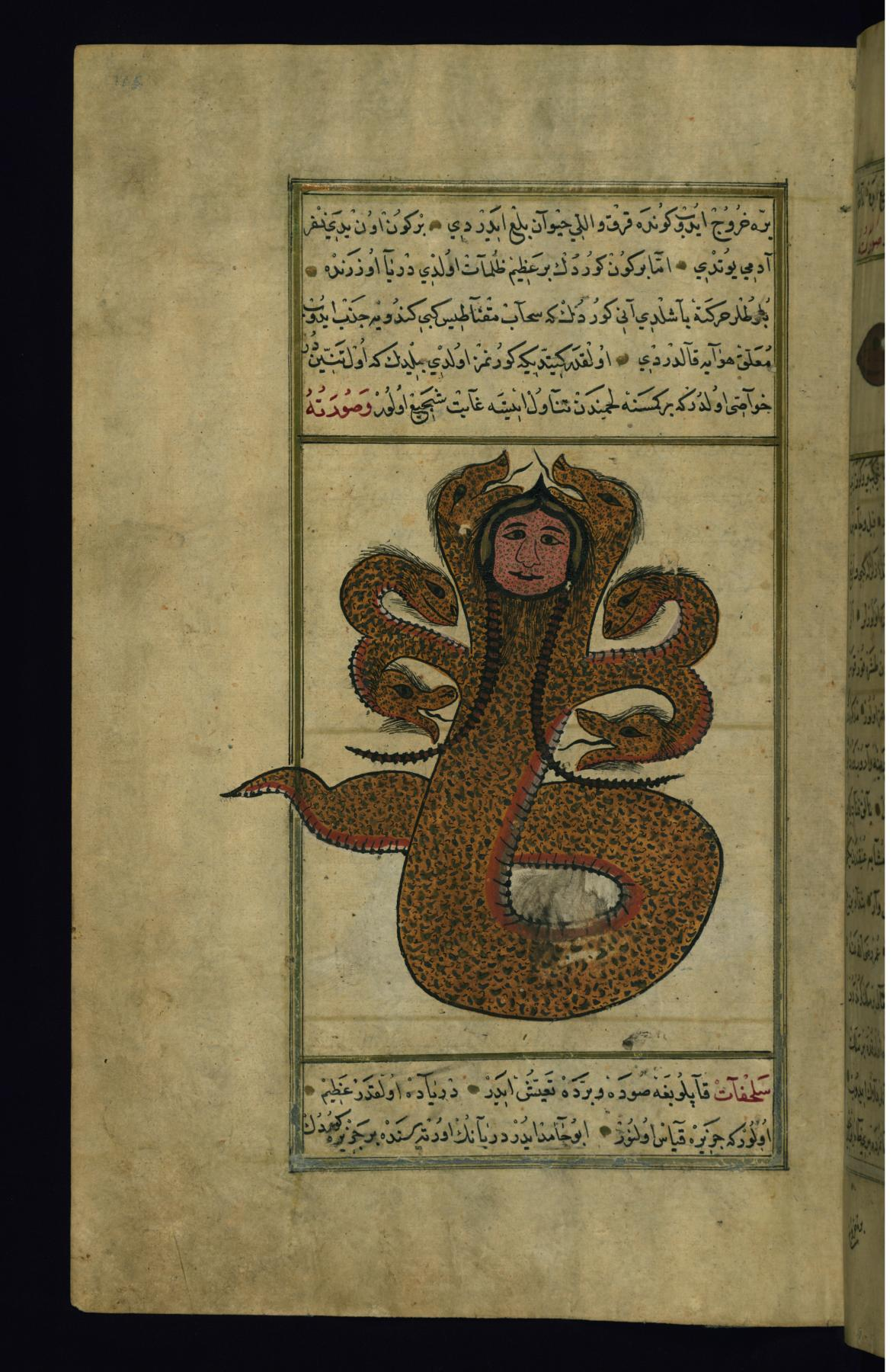
Tannin, par al-Qazwini (1203–1283).

Tannin ( Hébreu tannin ; Arabe tinnīn, de l'akkadien 𒆗𒉌𒈾 dannina ) ou Tunnanu ( ougaritique : 𐎚𐎐𐎐 tnn, probablement vocalisé tunnanu) est un monstre marin de la mythologie cananéenne et hébraïque utilisé comme symbole du chaos et du mal.

## Mythologie cananéenne
Tannin apparaît dans le cycle de Baal comme l'un des serviteurs de Yam ( litt. "la mer") vaincu par Baʿal ou par sa sœur, Anat. Il est généralement représenté comme un serpent, peut-être avec une double queue.

## Mythologie hébraïque
Les tanins ( תַּנִּינִים ) apparaissent également dans la Bible hébraïque: le livre de la Genèse, l'Exode, le Deutéronome, les Psaumes, le livre de Job, le livre d'Ézéchiel, le livre d'Isaïe et le livre de Jérémie. Ils y sont y sont listés parmi les créatures créées par Dieu le cinquième jour dans le récit de la création. Dans la version King James ils sont traduits par « grandes baleines ». Dans l'Apocalypse d'Isaïe le tanin fait partie des bêtes marines tuées par Yahweh, et est traduit dans la version King James par le terme «dragon »  .
Dans le judaïsme, tanin est le terme utilisé pour les monstres marins tels que Léviathan et Rahab. Tout comme Rahab, « Tannin » était un nom appliqué à l'Égypte ancienne après l'Exode vers Canaan.

## Hébreu moderne
Dans l'usage hébreu moderne, le mot tanin (תנין) signifie crocodile.
Le nom a ensuite été donné à trois sous-marins de la marine israélienne : le premier, un sous-marin de classe S anciennement connu sous le nom de HMS Springer, a été en service de 1958 à 1972. Le deuxième, un sous-marin de classe Gal, a été en service de 1977 à 2002. Le troisième INS Tanin est un sous-marin de classe Dolphin en service depuis 2014.